# ميلوود

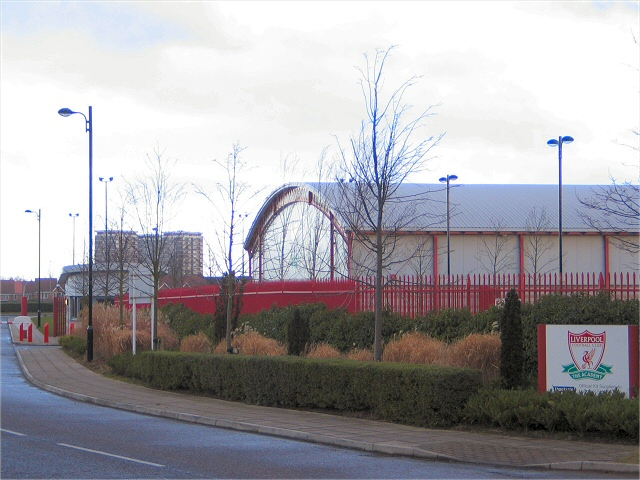
مركز ميلوود.

مركز ميلوود للتدريب (بالإنجليزية: melwood training ground)‏ و يعرف اختصاراً باسم ميلوود (بالإنجليزية: melwood)‏، هو مركز رياضي يقع في ويست ديربي بمدينة ليفربول، وهو مركز تدريبات نادي ليفربول منذ خمسينات القرن الماضي.
في السابق كان مركز التدريب ضمن أملاك مدرسة محلية تعرف باسم فرانسيس كزافييه. وكان الملعب في حالة سيئة عام 1959 قبل تطويره من قبل بيل شانكلي لـ يصبح على مستوى عالي. التجديد الأخير للمركز كان في 2001، في عهد المدرب الفرنسي جيرارد هولييه.

## إعادة التطوير
في عام 1998، تم نقل فرق الشباب إلى منشأة تدريب متكاملة جديدة تبلغ مساحتها 56 فدانًا في الأكاديمية في كيركبي.
نظرًا لقيود حجم الموقع وقضايا السرية الواضحة المرتبطة بميلوود، كشف نادي ليفربول في عام 2017 عن خطة لإعادة تطوير مقترح لمركز كيركبي بتكلفة 50 مليون جنيه إسترليني، مما يسمح للفريق الأول بنقل التدريب إلى المنشأة الموسعة. تضمنت الخطة المعتمدة الفريق الأول والأكاديمية في كيركبي، مما سمح بإعادة تطوير ميلوود إلى إسكان. كان من المتوقع أن تكتمل خطة كيركبي قبل موسم 2019-20، مما يسمح بإعادة تطوير ميلوود لاحقًا من صيف 2020 فصاعدًا إلى 160 منزلًا، مختلطة بين العقارات المنفصلة وشبه المنفصلة، مع مساحة ملائمة مجتمعية مغلقة.

## وصلات خارجية
- ميلوود على موقع النادي الرسمي